# Џонстонвил (Калифорнија)
Џонстонвил (енгл. Johnstonville) насељено је место без административног статуса у америчкој савезној држави Калифорнија.

## Демографија
По попису из 2010. године број становника је 1.024.
| Група             | 2000.    | 2010.       |
| Белци             | 0 (0,0%) | 892 (87,1%) |
| Афроамериканци    | 0 (0,0%) | 7 (0,7%)    |
| Азијати           | 0 (0,0%) | 13 (1,3%)   |
| Хиспаноамериканци | 0 (0,0%) | 73 (7,1%)   |
| Укупно            | 0        | 1.024       |